# Олтенія

Олтенія на мапі Румунії

Олтенія — західна частина Волощини, східна частина Волощини — Мунтенія. Межа між ними проходить через річку Олт.
Назву почали активно вживати після підписання Пожаревацького мирного договору 1718 року, коли Османська імперія на 21 рік поступилася Австрії цією частиною Волощини.
| Румунія | Це незавершена стаття з географії Румунії. Ви можете допомогти проєкту, виправивши або дописавши її. |